# 世界大戦争
『世界大戦争』（せかいだいせんそう）は、1961年（昭和36年）10月8日に公開された、東宝制作の特撮SF映画。カラー、東宝スコープ、多元磁気立体音響。監督は松林宗恵、主演はフランキー堺。
昭和36年度芸術祭参加作品。併映は『アワモリ君乾杯!』（原作：秋好馨、監督：古澤憲吾）。

## 概要

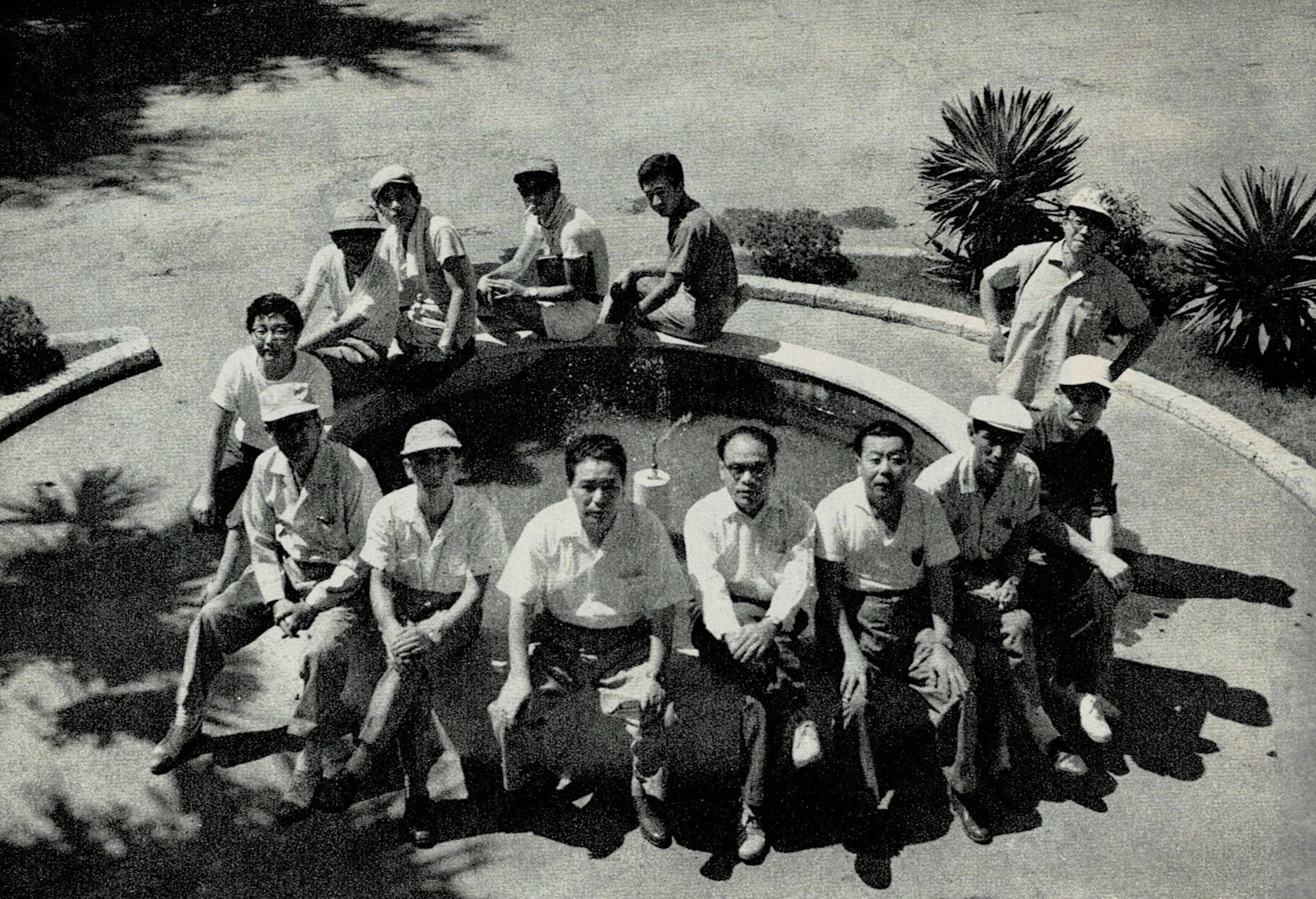
松林宗恵監督（前列左から4人目）と松林組スタッフ。

（製作当時のアメリカとソビエトに準えた）「連邦国」と「同盟国」の2大勢力間で勃発した世界最終戦争を、市井に生きる人々の姿を通して描く反戦映画である。また、製作当時は劇場公開直前に起きたベルリンの壁構築や翌年のキューバ危機に代表されるように東西冷戦の危機感が色濃く出ていた世相に合わせ、それを反映して第三次世界大戦を意識して制作された人間ドラマでもある。『私は貝になりたい』のテレビドラマ版と映画版の両方に主演したフランキー堺が、理不尽な運命に翻弄される平凡な小市民を熱演している。
近代兵器のようなミニチュアを用いた特撮シーンの完成度も見どころの一つである。兵器や軍服のデザインや国章から、連邦国は資本主義陣営、同盟国は社会主義陣営を意識して描かれているが、劇中の台詞には両陣営とも英語が用いられている。準備稿の段階では、アメリカやソビエトといった実在の国名で書かれていた。
従来の近未来SFでは、希望的な未来を描いていたのに対し、本作品ではそれらを否定する結末となっているのが特徴である。僧侶でもある監督の松林は、本作品の根底を流れるテーマとして、仏教の「無常」観を挙げている。
東宝プロデューサーの田中友幸は、1980年代のインタビューで現実の兵器類が本作品中のものに近づいていることに恐ろしさを感じていることを語っていた。
2002年の松林へのインタビューによれば、特技監督の円谷英二は本作品を「誇って良い作品」として最も気に入っていたほか、松林も「代表作である」と明言していたという。また、本作品の試写終了直後、円谷は同じ人間観や人生感を持つ松林に感謝していたほか、松林も2002年のインタビューにて「（円谷とは）一緒に良い仕事をさせてもらった」と感激していたという。

## ストーリー
戦後16年が経過し、急速な復興を遂げた日本。主人公・田村茂吉は家族の幸せを願いながら、東京にて外国人記者の集まるプレスセンターの運転手として日々働いていた。そんな中、田村の長女・冴子は下宿中の青年航海士・高野と恋仲になり、笠置丸での長い航海を終えて帰還した彼と久々の再会を喜ぶ。冴子と高野は結婚の決意を茂吉に語り、驚く彼に反して妻のお由は賛同する。茂吉もついには冴子と高野の関係を認め、2人は結ばれることになる。
一方、世界は連邦国と同盟国の2大陣営に分かれ、両陣営は互いに核兵器を持ってにらみ合っていた。まもなく、北大西洋にて行われた同盟国陣営の軍事演習エリアへ連邦国陣営の潜水艦が侵入したことをきっかけに、両者の関係は緊迫する。田村が担当する記者・ワトキンスも、その状況を危惧し始めた。日本政府も国民の間に動揺が広がりつつあることを考慮し、両国の関係改善の道を探ろうとする。だが、緊迫した朝鮮半島・北緯38度線の情勢をワトキンスが取材に向かったその数日後、小型ながらも実戦で核兵器が使われるという事態が発生し、連邦国と同盟国の双方で発射装置のボタンが押されれば核弾頭を搭載した弾道ミサイルが直ちに発射される一触即発の状況となる。
日本では総理が病身を押して公務を行い、両国の緊張をこれ以上高めまいと懸命の努力を行う。現場にいる軍人たちも最悪の事態だけは避けたいという思いを胸に、発射装置の故障や想定外の事故による偶発的なミサイル発射を阻止していた。やがて、南北朝鮮間で停戦協定が結ばれたことによって緊張が解け始めるが、北極海上にて発生した軍用機同士の戦闘をきっかけに再び関係が悪化し、世界各地にて武力衝突が発生する。日本政府は核兵器の使用だけはあってはならないと全世界に訴え続けるが効果は無く、日本でもついに核ミサイルへの警戒が始まり、人々の不安は頂点に達する。
大都市から避難しようとする人々でターミナル駅は大混乱となり、街は無人と化す。しかし、田村一家は自宅に残り、最後の晩餐を開く。冴子は開戦直前に再び長い航海に出ていた高野へ、覚えたてのアマチュア無線で最後のモールス通信を行い、洋上の高野もそれに応える。「タカノサン・アリガトウ」「サエコ・サエコ・コウフクダッタネ」。また、夕陽を前にして茂吉は叫ぶ。「母ちゃんには別荘を建ててやるんだ！ 冴子には凄い婚礼をさせてやるんだ！ 春江はスチュワーデスになるんだ！ 一郎は大学に行かせてやるんだ！ 俺の行けなかった大学に……!!」。
その夜、東京は核の閃光に包まれて壊滅し、溶岩が流れる火の海と化した廃墟には黒い雨が降り注ぐ。また、ニューヨーク、ロンドン、パリ、モスクワなども、洪水に襲われた東京と同様に壊滅する。翌朝、洋上の高野たちは自分たちにも残留放射能による死が訪れることを覚悟のうえで、彼方に見えるキノコ雲の立ち上った東京へ帰ることを決意するのだった。
かつて東京だった場所に生じた巨大なクレーターを背に、以下のメッセージを大写しにして物語は幕を閉じる。
「この物語は すべて 架空のものであるが 明日起る 現実かも 知れない」「しかし それを 押しとめよう！ われら すべてが 手をつないで…」「まだ それが 起らない中（うち）に」

## 登場兵器

### 連邦国側
無人戦車
装軌式の車体に、12連装の戦術核搭載ミサイル発射台を装備する。また、回転式のマストがあり、V-107ヘリコプターから遠隔操作される。38度線にて同盟国側の砲台を攻撃するが、同盟国側の攻撃機の反撃によって指揮ヘリコプターもろとも全滅する。
- 攻撃シーンは後に『ノストラダムスの大予言』（1974年）に流用されている。

核ミサイル
連邦国側のICBMであり、核弾頭を装備。運搬車のトレーラーはそのまま垂直に直立し、ミサイルの発射台として使用できるほか、C-130による空輸もできる。極東ミサイル基地に6基が配備された後、地下陣地へ格納される。
- 運搬車の牽引車には、『モスラ』（1960年）に登場した原子熱線砲の牽引車を流用している。
- ミニチュアはその後、『怪獣大戦争』（1965年）での鳥居哲男の部屋や世界教育社の応接室に飾られている。
- 輸送機のミニチュアは、1993年時点で東宝の特殊美術倉庫に保管されているのが確認されていた。

105戦闘機
連邦国側の戦闘機。
- モデルはF-101。

SA-42号
連邦国側の潜水艦。涙滴型の艦体上面が平滑になっている。北大西洋にて行なわれた同盟国陣営の軍事演習に乱入したために追跡され、防潜網に引っかかって拿捕される。

### 同盟国側
モク戦闘機
同盟国陣営の戦闘機。形状はMiG-21をモデルとしているが、主翼が後退翼となっている、機首のピトー管の位置が異なるなどの相違点がある。北極海の上空にて、連邦国陣営の105戦闘機と空対空核ミサイルを交えた空中戦を展開する。

同盟国攻撃型潜水艦
同盟国側の潜水艦。第二次世界大戦時の潜水艦と同様の艦体をしている。軍事演習に乱入した連邦国攻撃型潜水艦を、2隻で追跡する。

## 出演者
- 田村茂吉[出典 11]：フランキー堺
- 高野[35][36]：宝田明
- 田村冴子[35][36]（茂吉の娘）：星由里子
- 田村お由[出典 12]（田村由[11]、茂吉の妻）：乙羽信子
- 早苗[35][36]（江原の娘）：白川由美
- 江原[出典 13]：笠智衆
- ワトキンス[出典 14]：ジェリー伊藤
- 笠置丸船長[出典 15]：東野英治郎
- 首相[出典 16][注釈 8]：山村聡
- 外相[35][11][注釈 9]：上原謙
- 防衛庁長官[35][11]：河津清三郎
- 官房長官[35][11][注釈 10]：中村伸郎
- おはる[35][11][44]：中北千枝子
- 司令[35][11]：高田稔
- 有村[35][11]：石田茂樹
- 鈴江[35][11]（おはるの娘）：坂部尚子
- 石橋[35][11]：野村浩三
- 芋屋の爺さん[出典 17]：織田政雄
- 記者[35]：佐田豊
- 東京ミサイル防衛司令部将校[35]：桐野洋雄、宇野晃司
- 笠置丸船員[35]：吉田静司
- ヘリの乗組員[35]：古田俊彦
- 船会社の女事務員[6][46][注釈 11]（事務員[11]）：森今日子
- 伊本[出典 18][注釈 12]（保育園の保母）：三田照子
- 厚生大臣[20]：熊谷二良
- 文部大臣[47][20]：生方壮児
- 法務大臣[20]：土屋詩朗
- 近所の人[20]：勝本圭一郎
- ヘリの乗組員[20]：草川直也
- 笠置丸通信士[20]：大前亘
- 記者[35]：勝部義夫
- 東京防衛司令部計算員[20][48]：篠原正記
- 東京防衛司令部計算員[20]：岡豊
- 郵便配達員[20]：宇畄木耕嗣
- 田村一郎[35][13]：阿部浩司
- 田村春江[35][13]：富永裕子
- 商事会社[6][46]（三亀商事[20]）の女事務員（事務員[11]）：清水由記
- 近所の人[35]：一万慈鶴恵、中野トシ子
- 穂高あさみ
- 連邦軍参謀[6][46][注釈 13]：ハワード・ラルソン
- 同盟軍司令官[35]：エド・キーン
- 同盟軍整備将校[35]：ベルナール・バーレ
- クリフォード・ハーリントン
- 連邦軍M中尉[6][46][注釈 14]：ハンク・ブラウン
- ダニエル・ジョーンズ
- ベン・グリーンハウ
- マイク・スネープ
- ロイ・レサード
- 同盟軍演習機パイロット[20]：ハンス・ホルネフ
- 連邦軍発射司令[35]：ハロルド・コンウェイ
- 同盟軍通信員[20]：オスマン・ユセフ

### キャスト（ノンクレジット）
- 笠置丸操舵手：鹿島邦義[49]
- 東京プレスクラブ運転手：川村郁夫[50]
- 大商証券の客、駅員：松下正秀[51]
- 同盟軍技師：クンプ・クーベンス[46]
- 運転手：河辺昌義[48]

## スタッフ
参照
- 製作：藤本真澄、田中友幸
- 監督：松林宗恵
- 脚本：八住利雄、馬淵薫
- 絵コンテ：小松崎茂、うしおそうじ
- 特技監督：円谷英二
- 音楽：團伊玖磨
- 撮影：西垣六郎
- 照明：森弘充
- 美術：北猛夫、安倍輝明
- 録音：矢野口文雄
- 整音：下永尚
- 監督助手[17][20]：田実泰良
- 製作担当：森本朴
- 特殊技術
  - 撮影：有川貞昌
  - 美術：渡辺明
  - 照明：岸田九一郎
  - 合成：向山宏
  - 助監督：浅井正勝（チーフ）
  - 撮影助手：富岡素敬、真野田陽一、唐沢登喜麿、山本武、鶴見孝夫
  - 照明助手：原文良、木村節二、西島幸毅、山口正春、阿久津薫、高瀬昇、蛭間茂信、小林義治
  - 照明準備：内田森三
  - 美術助手：井上泰幸、入江義夫
  - 大道具：富川正蔵、田中敬喜
  - 小道具：鈴木旭
  - 背景：鈴木福太郎
- 助監督：岩内克己、砂原博泰、千葉隆司
- 製作担当：成田貫
- 撮影助手：永井仙吉、志田篤弘、宝田武久、入口勝男
- 照明助手：秋池深仁、大口良雄、宮下義雄
- 照明準備：田中勝雄
- 録音助手：田中信行、山田守、影山修
- 音響技術：北沢靖
- 美術助手：育野重一、鈴木一八、秋森直美
- 舞台責任者：小川重太郎、田中喜一、大谷忠雄
- 舞台組付：徳竹信義
- 小道具：建守末好、佐伯慎也
- 衣裳：岩井正晴
- 特殊機械：矢島袈裟夫、加賀見正友
- 結髪：鈴木和子
- 記録：米山久江
- スチール：田中一清
- 演技事務：松山元計
- 音楽事務：原田英雄
- 経理担当：石井幸一
- 宣伝：本間宏
- 製作係：江口英彦

## 海外版タイトル
- アメリカ：The Last War
- 西ドイツ：Todesstrahlen Aus Dem Weltall
- メキシコ：La Guerra Final

## 製作

### 製作経緯
東宝プロデューサーの田中友幸は、当時の世界情勢から第三次世界大戦を題材とした映画の製作を構想し、橋本忍による脚本で製作準備を行なっていた。しかし、東映でも同様の題材を扱った映画『第三次世界大戦 四十一時間の恐怖』を製作していることが判明したため、東宝側も監督に堀川弘通を立てて『第三次世界大戦 東京最後の日』の製作を急ぎ決定し、両社は競い合う形で製作を進めていった。マスコミもこの競合を報道するが、東宝側の脚本が先に完成していた東映側との類似を指摘され、東宝側は脚本の改稿を余儀なくされるも十分な解消には至らず、製作の中止を決定した。その後、内容を一新して製作が再開され、本作品の完成に至った。脚本の改訂は12回におよんだ。
ストーリーボードは、小松崎茂が『ガス人間㐧1号』に続いて手掛けた。絵コンテには、円谷からの誘いでうしおそうじも参加した。

### 特撮

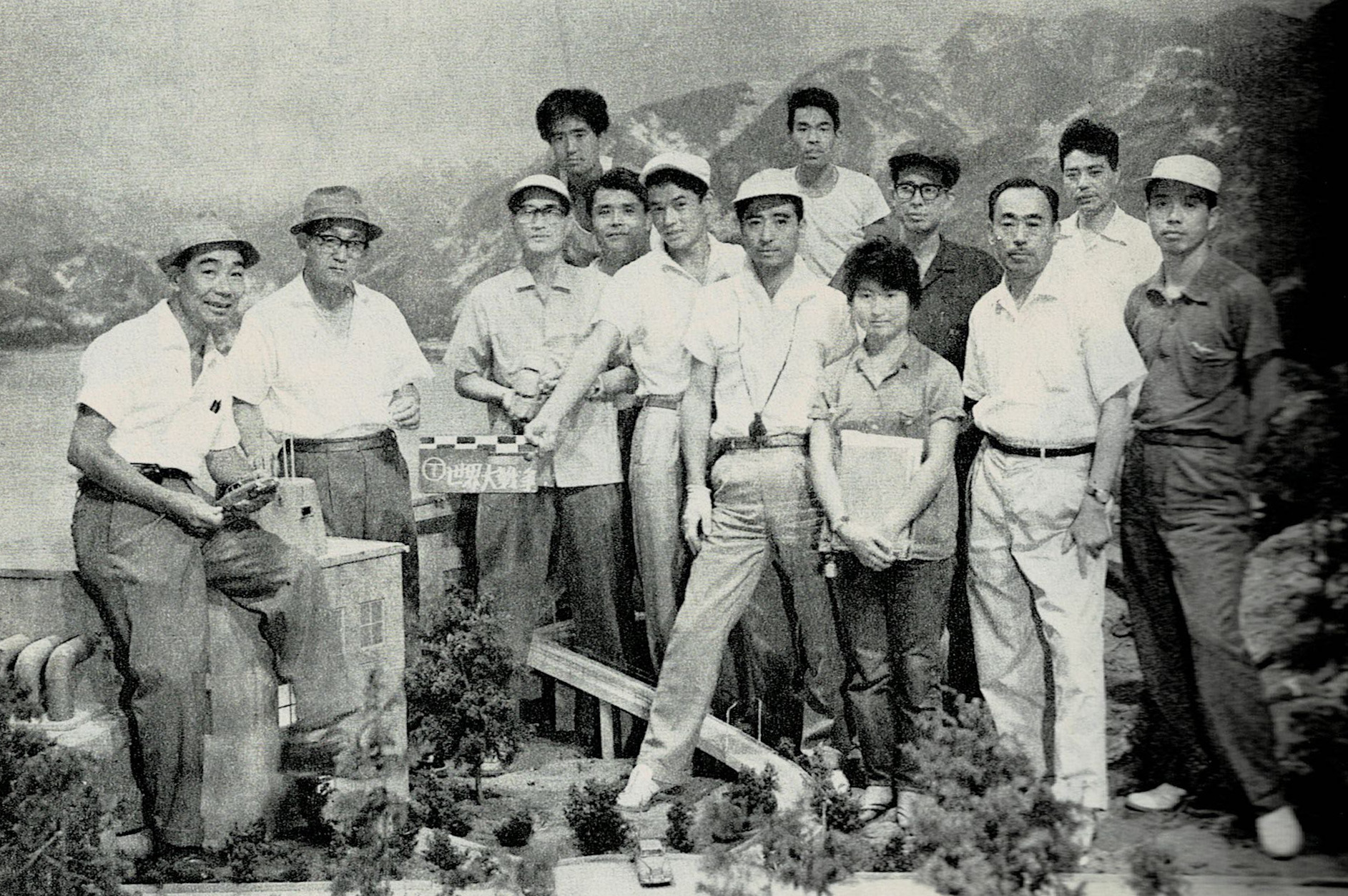
特撮セットにて、円谷英二特技監督（前列左から2人目）と特技スタッフ。

東京、ニューヨーク、ロンドン、パリ、モスクワが核ミサイルによって破壊されるクライマックスシーンは、天地を逆にしたミニチュアの下から圧縮空気を吹き出させる方法で撮影された。このシーンでのミニチュアはウエハースで作られており、ネズミがかじるため、管理に苦労したという。また、雨の日には湿気てしまったという。
このシーンの映像は完成度が高く、その後も『ノストラダムスの大予言』などの劇場用作品のほか、円谷プロ制作の特撮テレビドラマ『ウルトラセブン』の最終話「史上最大の侵略（後編）」（1968年）など、さまざまな作品に流用された。また、上記のシーンを含めて劇中に登場するクレムリンのミニチュアは、『海底軍艦』（1963年）などの別作品にも流用された。特技監督の円谷英二も、本作品を自身の代表作の一つに挙げている。
東京が核爆発によって溶解するシーンは、『空の大怪獣 ラドン』（1956年）や『日本誕生』（1959年）などの噴火シーンと同様に、溶鉄を使用している。このシーンのミニチュアは燃えやすい炭団で作られており、撮影は千葉県の製鉄会社の敷地内にて行われた。上部だけ残る国会議事堂は、ミニチュアが偶然燃え残ったものであった。同シーンで撮影を担当した有川貞昌は、離れた場所に櫓を組んで安全帯で自身を固定していたが、灼熱によるカメラやフィルムへの危険を感じて退避しようとしたところ、アングルが熱くなって触ることができずパニック状態となり、どうにか櫓から飛び降りたあとはしばらく放心状態であったという。後年のインタビューで有川は、「ノロの怖さを甘く見ていた」と述懐している。
核爆発によるキノコ雲は、水槽に落とした絵の具を逆さに撮影している。海上の笠置丸が目撃するキノコ雲は、ホリゾントに描かれた背景である。
廃墟から上る煙には、従来の硫酸を溶かしたアンモニアではなく四塩化チタンを用いているが、特技監督の円谷英二には無断であったため、特殊効果の渡辺忠昭は普段と違う状態に気づいた円谷から叱責されたという。その後、戦闘機の噴射炎で四塩化チタンを用いた際は表現に成功し、それ以降は定番の手法となっていった。
東京を襲う洪水のシーンは、『日本誕生』と同じくプールに沈めた鉄板をトラックで引っ張るという手法が用いられたが、本番では波が大きくなりすぎてしまい、スタジオが水浸しになったという。
黒い雨の描写では、ドブのような汚い水を降らせているが、照明が汚れるなどしたため、有川は助監督の浅井正勝に事前に相談するよう苦言を呈したという。
本作品ではミニチュアの操演技術が高く評価されている。円谷は、アメリカを訪れた際に本物を使っていると錯覚した人物から「飛行機を何機飛ばしたんだ」と質問されたという。
- ベーリング海での空中戦では、ミニチュアの動きに合わせてカメラもスクロールするなど、従来の左右に動くのみの描写ではなく、三次元的な動きが描写された[65][7]。輸送機の着陸シーンや潜水艦の航行シーンなどでも、立体的な画面作りを意図している[7]。
- 38度線での戦闘シーンでは、戦闘機の攻撃を受ける戦車がミサイルのGで後方に押し戻される動きをつけるなど、細かな描写を行っている[7]。
- 潜水艦のミニチュア特撮は、すべて水中プールで撮影された[23]。原潜から発射される核ミサイルも、炎を噴出するミニチュアを実際に水中から操演している[7]。

連邦軍基地のレーダーのミニチュアには、『宇宙大戦争』（1959年）の熱戦砲を流用している。

## 補足事項
- 日本の映画館における上映分の予告編は現存していない。以前から本作品の予告編の所在は不明とされてきたが、デアゴスティーニ・ジャパンの『東宝特撮映画DVDコレクション』において、現存していないことが判明した[66]。そのため、東宝ビデオから発売されたDVDには、現存している海外版の予告編のみが映像特典として収録されている。
- 2025年8月に発売されたBlu-rayソフトにおいて、ノンテロップ版ながらも初めて日本国内版予告編が収録された。音声はモノラル版と4ch版を収録[67]。
- 併映作品『アワモリ君乾杯！』の劇中には、アワモリ（坂本九）、カバ山（ジェリー藤尾）、ギャング団（田武謙三、ダニー飯田とパラダイス・キング）が紛れ込んだ東宝砧撮影所で、本作品の撮影現場が映し出されるシーンがある[14][19]。
- アメリカでは 『The Last War』 のタイトルで公開され、メキシコや西ドイツ、イタリアなどでもソフト発売やテレビ放映が行われた。[要出典]
- 映画監督の押井守は小学生当時に本作品を観賞しており、2019年には日経ビジネス電子版の連載コラム「映画で学ぶ現代史」にてインタビュー形式のレビューを前後編構成で掲載している[68][69]。
- 映画評論家の二階堂卓也は、著書『日本映画裏返史』（彩流社）にて東京への核兵器の使用がかろうじて回避された『シン・ゴジラ』（2016年）に続いて本作品を挙げ、「核兵器によって世界が消滅する様子を緊張のまま見せた秀作」「核兵器絶滅をことさらアピールしていない演出も好ましい」「観客には最後に出る字幕（2020年現在でも立派に通用する語句）を噛みしめてもらうだけで十分だ」との旨で高く評している[70]。

## 映像ソフト
有料配信はAmazon PrimeやiTunesで行われている。
- VHS・β
  - 1987年発売 モノラル音声、スコープサイズ収録。冒頭に序曲あり、予告編なし。品番 TG1156、定価14,000円[73]
  - 1991年8月1日　廉価再販。品番 TG4223、定価5,500円[74]
- LD
  - 1987年発売 VHS版同様の仕様・品番 TLL2098 定価 9,500円
  - 1991年 再販。品番 TLL2490[75]
- DVD
  - 2004年12月23日 - 監督の松林宗恵によるオーディオコメンタリーが収録されている[76][77]（以降のバージョンも同様）。
  - 2014年2月7日 - 「期間限定プライス版」として再発売された[78]。
  - 2015年7月15日 - 「東宝DVD名作セレクション」として再発売された[79]。
- Blu-ray
  - 2025年8月20日予定